# ホウオウボク
ホウオウボク（鳳凰木、Delonix regia）は、マメ科ジャケツイバラ亜科の落葉高木である。

## 特徴
原産はマダガスカル島。樹高は10-15m。樹形は樹冠が傘状に広がり、葉は細かい羽状複葉。直径10cmほどの5弁で緋紅色の蝶形な花が、総状花序につく。
主に熱帯地方で街路樹として植えられている。日本では沖縄県などで街路樹や公園樹として導入されている。台湾でも1896年に種子が入れられ、台南市や廈門市では市樹となっている。
ホウオウボクは街路樹や公園樹に採用されているが、ホウオウボククチバの幼虫による葉の食害が問題となっている。